# Mulaku
Cette page contient des caractères et des mots thâna comme ހ ou ފ. En cas de problème, consultez l’article Thâna ou testez votre navigateur.
Mulaku, en divehi މުލަކަތޮޅު, est un atoll des Maldives. Ses 6 459 habitants se répartissent sur 9 des 33 îles qui le composent. Les terres émergées représentent 4,2 km2 sur les 983,92 km2 de superficie totale de l'atoll, lagon inclus.
Les côtes de la partie orientale de l'atoll, apparaissent avoir été considérablement modifiées ces dernières années : des îles ont disparu, d'autres sont apparues, d'autres encore ont fusionné ou ont été déplacées. Certains noms ont aussi été modifiés en conséquence.

## Administration
Mulaku constitue une subdivision des Maldives sous le nom de Meemu. Sa capitale est Muli.